# Palpomyia jamnbacki
Palpomyia jamnbacki is een muggensoort uit de familie van de knutten (Ceratopogonidae). De wetenschappelijke naam van de soort is voor het eerst geldig gepubliceerd in 1979 door Grogan and Wirth.